# Rosie Carpe
Rosie Carpe est un roman de Marie Ndiaye publié le 22 février 2001 aux éditions de Minuit et ayant reçu le prix Femina la même année.

## Historique
Ce roman reçoit le prix Femina dès le premier tour de vote par neuf voix sur douze[réf. nécessaire].

## Résumé
L'enfance de Rose-Marie Carpe se déroule à Brive-la-Gaillarde dont la nostalgie traverse l'ensemble du roman (le magnolia, les murs jaunes...). Abandonnée par sa famille à la suite de l'échec de ses études elle trouvera un emploi dans un sinistre hôtel près de la gare de La Croix de Berny à Antony dans la région parisienne. Elle devient alors la maîtresse malgré elle de son chef de service dont elle va tomber enceinte. Naît Titi pauvre enfant impersonnel qu'elle a du mal à aimer. Après quelques péripéties, parmi lesquelles les retrouvailles tout à fait inopinées et imaginaires avec ses parents et son frère Lazare, Rosie décide de rejoindre ces derniers en Guadeloupe. Suit le récit aventureux, sinistre et truffé d'événements épouvantables qui révèlent les difficultés des relations, l'impossible communication simple, les pulsions mortifères entre les êtres où peu de place est laissée à la vie.

## Éditions
- Rosie Carpe, éditions de Minuit,  (ISBN 2707317403)